# Тур Хорватии

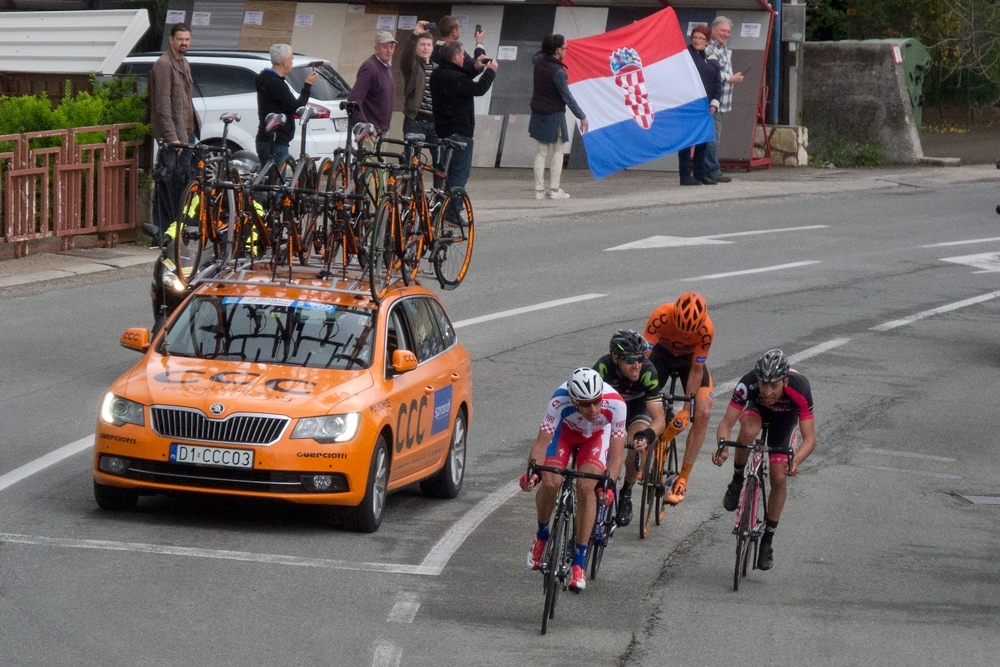
Фрагмент гонки 2015 года

Тур Хорватии (англ. Tour of Croatia) — шоссейная многодневная велогонка проходящая по дорогам Хорватии. 

## История
Гонка была создана в 1994 году и до 1999 года была любительской под названием хорв. Kroz Hrvatsku. С 2000 года стала профессиональной с категории 2.5 и до 2014 года включительно проводилась всего три раза.
В 2007 году произошло возобновление гонки. Она вошла в календарь UCI Europe Tour, а её категория постепенно повышалась с 2.2 → 2.1 → 2.H

## Классификации
| - — генеральная классификация - — очковая классификация - — горная классификация - — молодёжная классификация - — командная классификация |

## Призёры
| Год                        | Победитель         | Второй               | Третий             |
| -------------------------- | ------------------ | -------------------- | ------------------ |
| 1994                       | Veceslav Orel      |                      |                    |
| 1995                       | Iztok Melanšek     |                      |                    |
| 1996                       | Санди Папеж        |                      |                    |
| 1997                       | Андрей Мизуров     |                      |                    |
| 1998                       | Владимир Михолевич | Bogdan Ravbar        | Роберт Бартко      |
| 1999                       | Gregor Tekavec     | Хрвое Бошняк         | Joachim Ladler     |
| 2000                       | Мартин Дерганц     | Igor Kranjec         | Владимир Михолевич |
| 2001                       | Симоне Мори        | Микаэль Расмуссен    | Хрвое Михолевич    |
| 2002 - 2006 не проводилась |                    |                      |                    |
| 2007                       | Радослав Рогина    | Matej Stare          | Митя Махорич       |
| 2008 - 2014 не проводилась |                    |                      |                    |
| 2015                       | Мацей Патерский    | Примож Роглич        | Сильвестер Шмид    |
| 2016                       | Матия Квасина      | Йеспер Хансен        | Виктор Де ла Парте |
| 2017                       | Винченцо Нибали    | Хайме Росон          | Ян Хирт            |
| 2018                       | Константин Сивцов  | Питер Венинг         | Евгений Гидич      |
| 2019                       | Адам Йейтс         | Давиде Виллелла      | Виктор Де ла Парте |
| 2021                       | Стивен Уильямс     | Маркус Хоэльгор      | Мик ван Дейк       |
| 2022                       | Матей Мохорич      | Йонас Вингегор       | Оскар Онли         |
| 2023                       | Орлуис Аулар       | Александер Кристофф  | Итан Хейтер        |
| 2024                       | Брэндон Макналти   | Тобиас Лунд Андресен | Фред Райт          |
| 2025                       |                    |                      |                    |